# Alí Pachá de Yánina
Alí Pachá de Tepelen o de Yánina, el León de Yánina, (1741-24 de enero de 1822) fue el regente gobernante (Pachá) de la parte oeste de Rumelia, el territorio europeo del Imperio otomano. Su corte estaba en Ioánina.
Su nombre en los idiomas locales era: en albanés Ali Pashë Tepelena, en arumano Ali Pãshelu, en griego Αλή Πασάς Τεπελενλής Alí Pasás Tepelenlís o Αλή Πασάς των Ιωαννίνων Alí Pasás ton Ioannínon (Alí Pachá de Ioánina) y en turco: Tepedelenli Ali Paşa.

## El ascenso de Alí Pachá
Alí nació en un clan de gran importancia en la ciudad de Hormove, cerca de la localidad albanesa de Tepelenë en 1744, dónde su padre Veli era bey (líder). La familia perdió gran parte de su estatus político y económico mientras Ali era aún un muchacho, y después del asesinato de su padre en el año 1758 su madre, Hamko, formó una guerrilla. Anuncian a Ali como héroe a ese tiempo en muchas regiones de Montenegro por impedir la expansión de los ejércitos serbios. Alí se convierte en un jefe notorio de la guerrilla y atrae la atención de las autoridades turcas. Ayudó al bajá de Negroponte (Eubea) a sofocar una rebelión en Escútari. En 1768 se casó con la hija del rico bajá de Delvina, con el cual se coligó.
Su ascenso a través de los rangos otomanos continuó con su nombramiento como teniente por el bajá de Rumelia. En 1787 le concedieron el bajáluk de Trikala en recompensa por su ayuda en la guerra del sultán contra Austria. Esto no fue suficiente para satisfacer sus ambiciones; poco después, tomó el control de Ioánina, que se convirtió en su base durante los siguientes 33 años. Se aprovechó de un débil gobierno otomano para ampliar su territorio aún más hasta que ganó el control de la mayor parte de Albania, Grecia occidental y el Peloponeso.

## Alí Pachá como gobernante

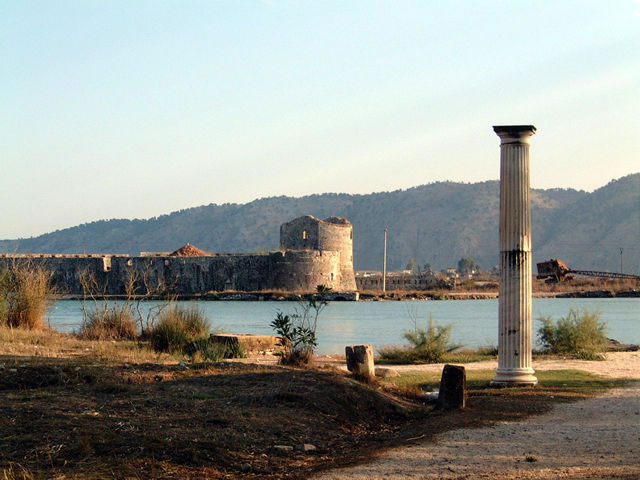
Castillo de Ali bajá en Albania.

La política de Ali como gobernante hizo que Ioánina fuese gobernada por poco más que simple conveniencia; funcionó como un déspota semiindependiente y se alió con quienquiera que le ofreciera la mayor ventaja en ese momento. Para ganar un puerto marítimo en la costa albanesa Ali formó una alianza con Napoleón I de Francia. Después de que Napoleón fuera derrotado en Egipto, Ali cambió de bando y se alió con el Reino Unido de Gran Bretaña e Irlanda en 1814. Sus maquinaciones fueron permitidas por el gobierno otomano en Estambul por una mezcla de conveniencia —era preferible tener a Ali como un semialiado que como enemigo— y debilidad, debido a que gobierno central no tenía suficiente fuerza para expulsarlo en aquel momento.
El poeta Lord Byron visitó la corte de Ali en Ioánina en 1809 y registró el encuentro en su obra Childe Harold. Él había mezclado evidentemente sensaciones sobre el déspota, fijándose en el esplendor de la corte de Ali y el renacimiento cultural griego que él había animado en Ioánina, que Byron describió como: superior en abundancia, refinamiento y conocimientos a cualquier otra ciudad griega. En una carta a su madre, sin embargo, Byron deploró la crueldad de Ali: 

Su Alteza es un tirano sin remordimientos, culpable de las crueldades más horribles, muy valiente, tan buen general que lo llaman el Mahometano Bonaparte... pero tan bárbaro que tiene éxito, calentando a los rebeldes, etc., etc.

Las crueldades caprichosas infligidas por Ali bajá llegaron a ser notorias a través de la región. Cuarenta años después de que los habitantes de Gardhiq (Albania) habían agraviado a su madre, Ali forjó la venganza asesinando a 739 descendientes masculinos de los delincuentes originales. En 1801, intentó violar a la amante de su hijo mayor, pero fue frustrado; su venganza fue coger a la muchacha y a los diecisiete compañeros, amordazarlos y lanzarlos vivos en el lago Pamvotis. El incidente todavía se recuerda en canciones populares locales. En 1808, capturó a uno de sus adversarios más renombrados, el griego klefte Katsandonis. El desafortunado hombre fue ejecutado en público rompiendo sus huesos con una mandarria.
La vida de Lord Byron de John Galt ofrece una explicación diferente del incidente del lago de Pamvotis. En esta versión, Ali bajá actuaba fuera de la preocupación por su nuera, que estaba afligida por la infidelidad de su marido. No menciona nada sobre la violación o la ejecución de los compañeros de la mujer. Gant también señala que el trato severo de Ali hacia los guerrilleros que infestaban el país así como sus mejoras significativas en la infraestructura abrió el país al comercio, mejorando las condiciones de vida de la gente, y así, en total, actuó como un príncipe justo aunque despiadado.

## La caída de Alí

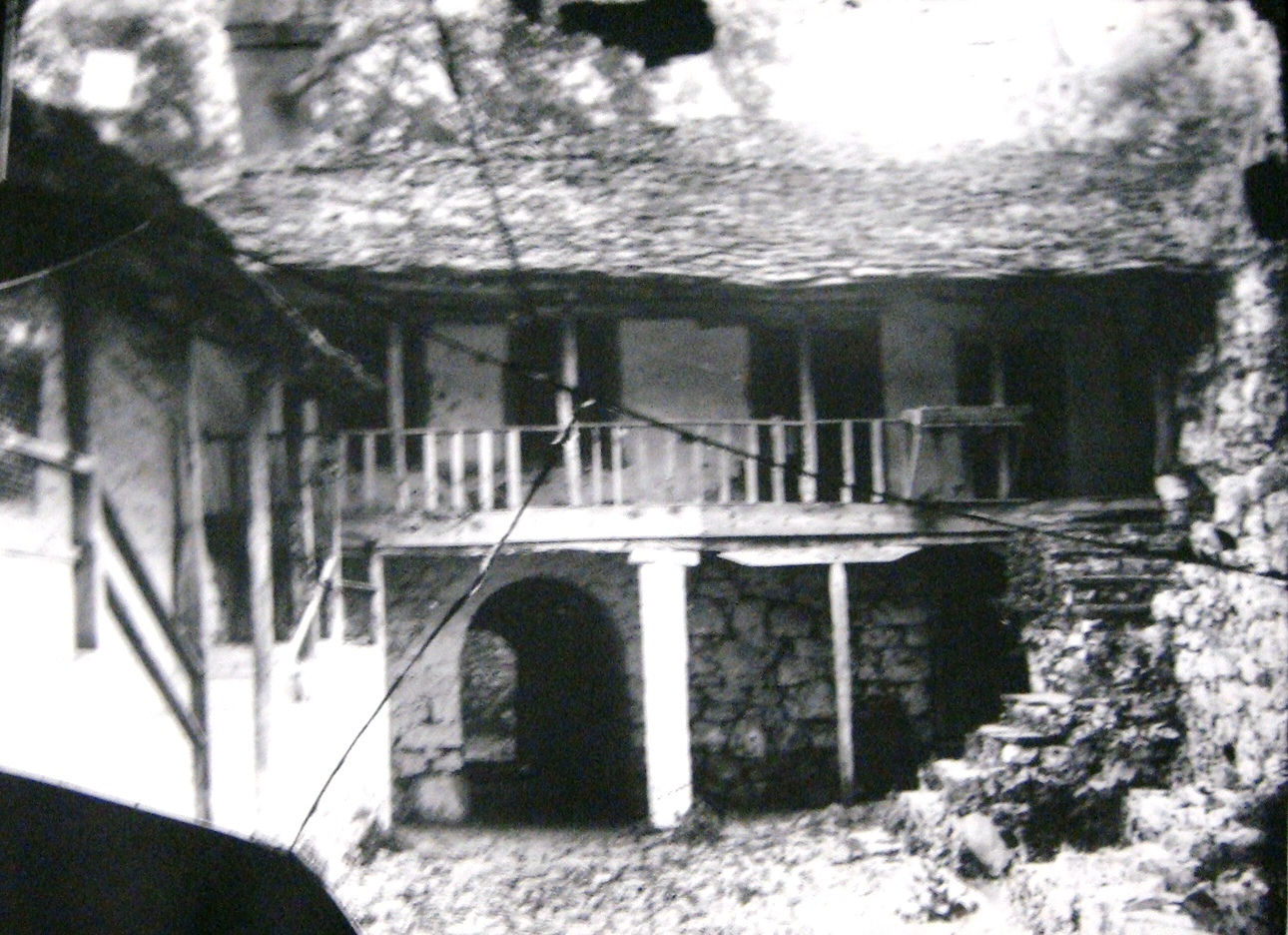
Edificio en el que fue asesinado Alí Pachá.

En 1820, Alí encarga el asesinato de un adversario político de Constantinopla. El sultán reformista Mahmut II, que intentó restaurar la autoridad de la Sublime Puerta, tomó esta oportunidad de ponerse en contra de Ali pidiendo su deposición. Alí rechazó abdicar el trono y renunciar a sus cargos oficiales y levantó una resistencia formidable a los movimientos de las tropas otomanas. En enero de 1822, sin embargo, Alí Pachá fue asesinado por agentes otomanos infiltrados que enviaron su cabeza al sultán.

## En la cultura popular
La historia de la caída de Alí Pachá fue escrita dentro de la ficción en El conde de Montecristo de Alejandro Dumas. En esta famosa novela, la hija de Alí Pachá se convierte en una esclava del Conde y le ayuda a vengarse del hombre que traicionó a su padre.
La escena de la muerte de Alí, en el monasterio de Pandelimonos en una isla del lago Pamvótida, es hoy en día una popular atracción turística. El agujero hecho por la bala que le mató se puede ver todavía, y el monasterio tiene un museo dedicado al tirano, que incluye diferentes artículos personales.
Alí Pachá o Bajá es uno de los personajes de la novela "El Fuego", de Katherine Neville.
Actualmente, en la ciudad de Tepelene, Albania, se celebra la Fiesta de Ali bajá el 23 de abril.